# Mingcheng, Guangdong
Mingcheng (kinesiska: 明城) är en köping i sydöstra Kina. Den ligger i stadsdistriktet Gaoming i staden Foshan i  provinsen Guangdong, omkring 66 kilometer sydväst om provinshuvudstaden Guangzhou. Antalet invånare är 41 838. Befolkningen består av 19 494 kvinnor och 22 344 män. Barn under 15 år utgör 11,0 %, vuxna 15-64 år 77 %, och äldre över 65 år 10,0 %.